# L’estro armonico

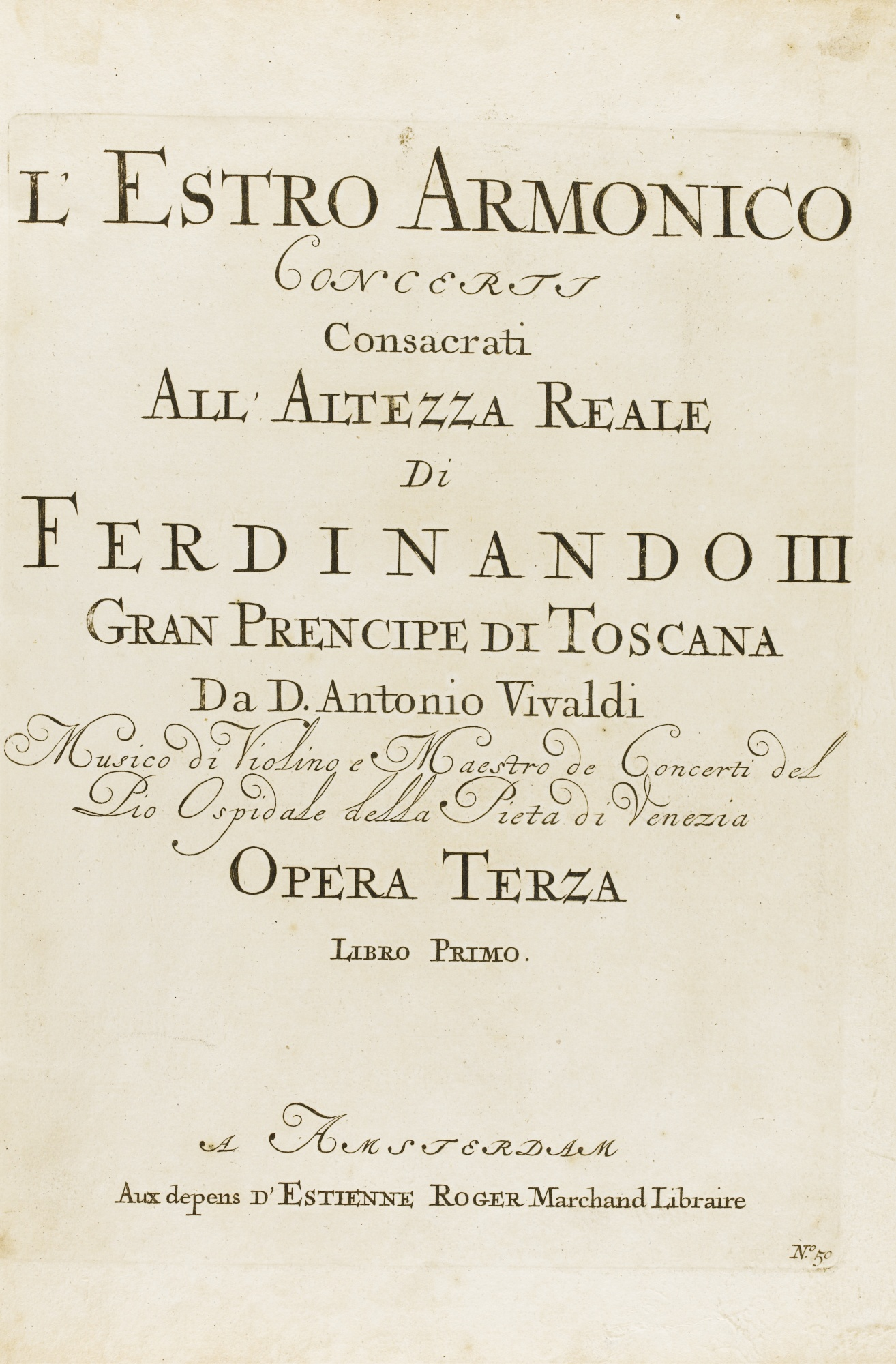
Титульный лист первого издания партитуры

L’estro armonico (Гармоническое вдохновение), соч. 3 — сборник из 12 концертов для струнных инструментов итальянского композитора Антонио Вивальди, впервые опубликованный в Амстердаме в 1711 году. Двенадцать трио-сонат Вивальди, соч. 1 и Двенадцать сонат для скрипки, соч. 2 составляли одни сонаты, поэтому сборник L’estro armonico стал первым сборником концертов Вивальди, появившимся в печати. Также это был первый раз, когда композитор выбрал иностранного издателя, Эстьена Роже, а не итальянца. Каждый концерт печатался в восьми частях: четыре скрипки, два альта, виолончель и бас континуо. Партия бассо континуо была напечатана фигурным басом для виолончели и клавесина.
Концерты относятся к форме симеричного concerto а 7: каждый концерт делится на семь самостоятельных частей. В каждой последовательности из трех концертов первый — концерт для четырех скрипок, второй — для двух скрипок, а третий — сольный концерт для скрипки. Виолончель получает сольные пассажи в нескольких концертах для четырех и двух скрипок, так что некоторые из концертов соответствуют традиционному римскому формату Concerto Grosso, где концертино из двух скрипок и виолончели играет в отличие от струнного оркестра. L’estro armonico стал первым в своём роде произведении с оркестровым унисонным звучанием в концертных частях.
Вивальди написал несколько концертов специально для L’estro armonico, в то время как другие концерты набора были написаны ранее. Исследователь творчества Вивальди Майкл Талбот отозвался о сборнике как «возможно, самом влиятельном сборнике инструментальной музыки, появившемся за весь восемнадцатый век».

## История
L’estro armonico был опубликован под заголовком «Антонио Вивальди соч. 3» в Амстердаме в 1711 году с посвящением Фердинандо Медичи, великому принцу Тосканы под титулом «Фердинандо III». Сочинения Вивальди под номерами 1 и 2 содержали только сонаты, поэтому L’estro armonico был его первым сборником концертов, появившимся в печати. Кроме того, это был первый раз, когда Вивальди выбрал иностранного издателя, Эстьена Роже, вместо итальянского. Вивальди написал несколько концертов специально для L’estro armonico, в то время как другие концерты набора были написаны ранее.

## Структура
L’estro armonico представляет состоит из 12 концертов для струнных инструментов. В первом издании 1711 г. каждый концерт печатался в восьми частях:
- Четыре партии скрипки
- Две партии альта
- Виолончель
- Континуо, напечатанный как фигурный бас для виолончели и клавесина.

### Концерт № 1, RV 549
Концерт № 1 ре мажор для четырех скрипок, виолончели и струнных, RV 549:
1. Allegro
2. Largo e spiccato
3. Allegro

### Концерт № 2, RV 578
Концерт № 2 соль минор для двух скрипок, виолончели и струнных, RV 578:
1. Adagio e spiccato
2. Allegro
3. Larghetto
4. Allegro

### Концерт № 3, RV 310
Концерт № 3 соль мажор для скрипки соло и струнных, RV 310:
1. Allegro
2. Largo
3. Allegro

### Концерт № 4, RV 550
Концерт № 4 ми минор для четырех скрипок, виолончели и струнных, RV 550:
1. Andante
2. Allegro assai
3. Adagio
4. Allegro

### Концерт № 5, RV 519
Концерт № 5 ля мажор для двух скрипок, виолончели и струнных, RV 519:
1. Allegro
2. Largo
3. Allegro

### Концерт № 6, RV 356
Концерт № 6 ля минор для скрипки соло и струнных, RV 356:
1. Allegro
2. Largo
3. Presto

### Концерт № 7, RV 567
Концерт № 7 фа мажор для четырех скрипок, виолончели и струнных, RV 567:
1. Andante
2. Adagio
3. Allegro — Adagio
4. Allegro

### Концерт № 8, RV 522
Концерт № 8 ля минор для двух скрипок и струнных, RV 522:
1. Allegro
2. Larghetto e spiritoso
3. Allegro

### Концерт № 9, RV 230
Концерт № 9 ре мажор для скрипки соло и струнных, RV 230:
1. Allegro
2. Larghetto
3. Allegro

### Концерт № 10, RV 580
Концерт № 10 си минор для четырех скрипок, виолончели и струнных, RV 580:
1. Allegro
2. Largo — Larghetto
3. Allegro

### Концерт № 11, RV 565
Концерт № 11 ре минор для двух скрипок, виолончели и струнных, RV 565:
1. Allegro — Adagio e spiccato — Allegro
2. Largo e spiccato (Siciliano)
3. Allegro

(Обратите внимание, что этот концерт можно назвать состоящим из 5 частей из-за изменения темпа в первой части)

### Концерт № 12, RV 265
Концерт № 12 ми мажор для скрипки соло и струнных, RV 265:
1. Allegro
2. Largo e spiccato
3. Allegro

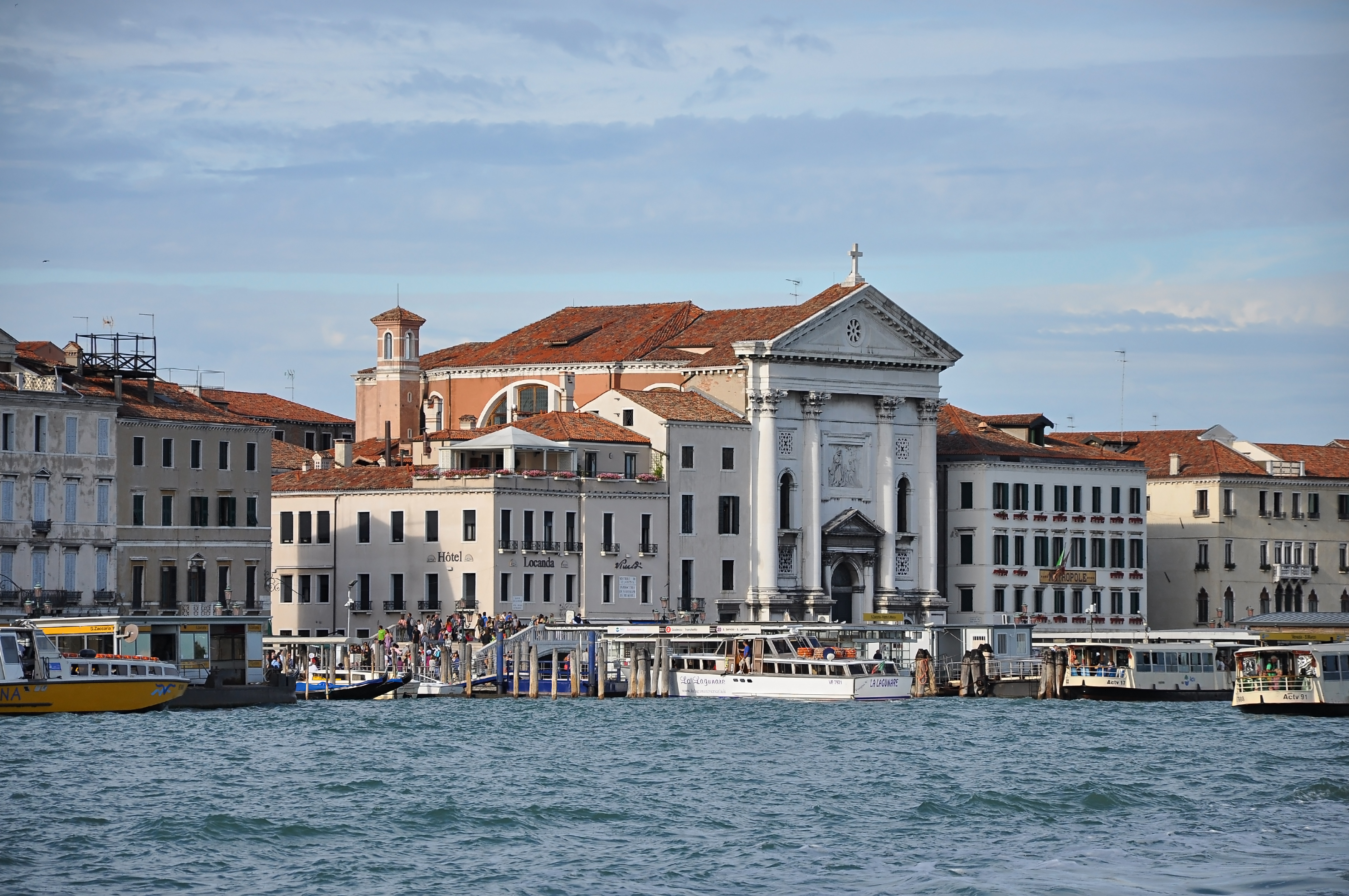
Санта-Мария-делла-Пьета, Венеция, церковь, построенная на месте Оспедале-делла-Пьета.

В своем предисловии к изданию Dover исследователь творчества Вивальди Элеонора Селфридж-Филд рассказывает об исполнении и истории публикации L’estro armonico. Вероятно, изначально составленный для выступления в церкви Ospedale della Pietà, сборник из 12 концертов был сгруппирован в четыре цикла по три, каждый из которых содержал концерт для 1, 2 и 4 концертных скрипок соло. В каждом концерте для двух скрипок также была партия концертной виолончели, которая не имела фиксированной роли, иногда играя соло, иногда отвечая двум скрипачам-солистам. В Пьете исполнение концертов позволило бы продвинутым ученикам развить свои навыки солиста и дало бы другим возможность научиться играть в ансамбле. Фердинандо Медичи, которому это произведение было посвящено, часто посещал Венецию из своей родной Флоренции и поддерживал Пьету. После концерта там в апреле 1711 года состоялось выступление с ораторией Гаспарини, старшего коллеги Вивальди, и местная венецианская газета сообщила, что «публика, больше, чем когда-либо, была в восторге от одухотворенной гармонии такого разнообразия инструментов». Селфридж-Филд предположил, что весьма вероятно, что концерт включал исполнение концертов из L’estro armonico.

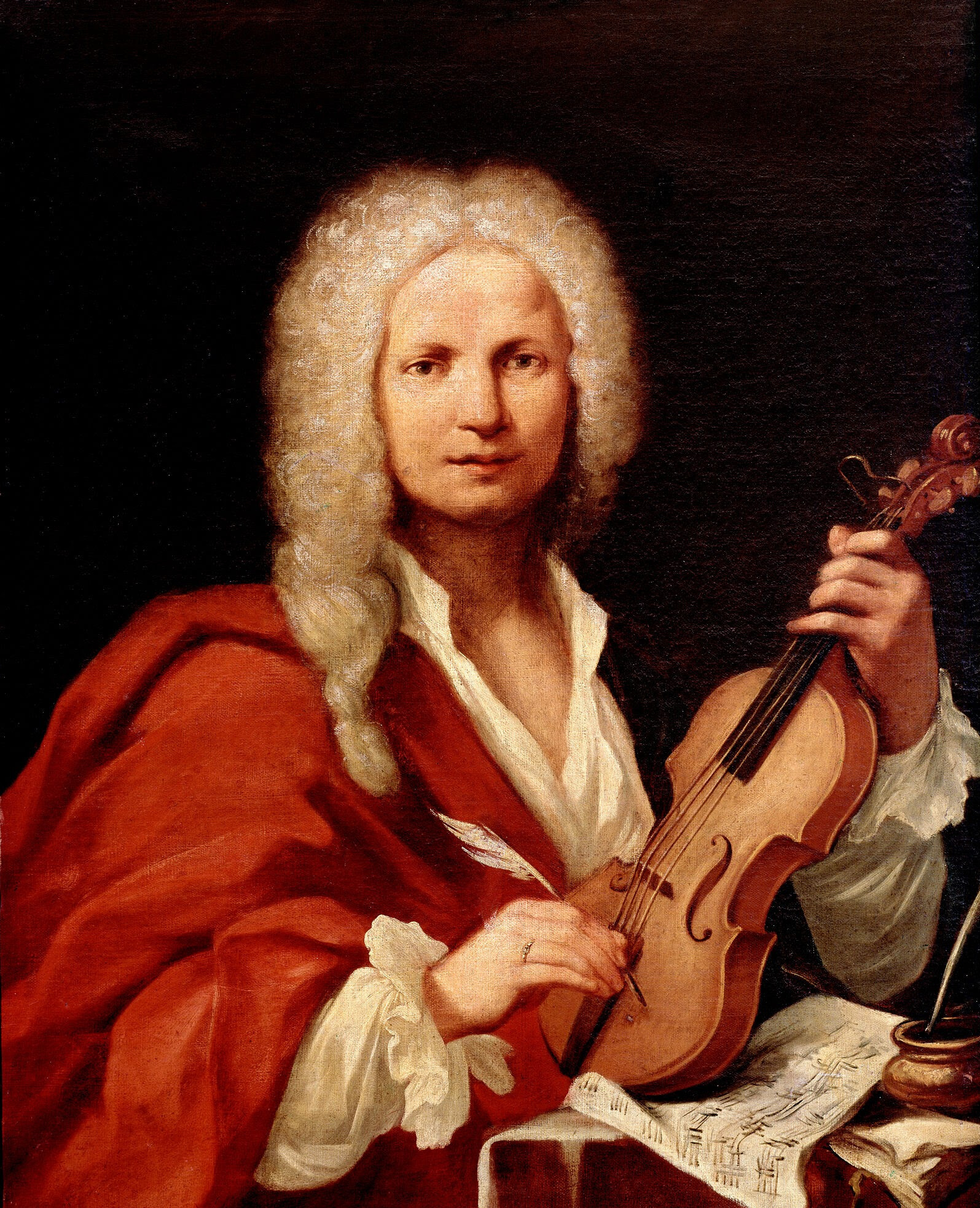
Вероятный портрет Вивальди, ок. 1723

После публикации концерты из сборника широко исполнялись в Италии как церковная и камерная музыка как в помещении, так и на открытом воздухе. В театрах и оперных театрах они исполнялись небольшими группами по 10 человек, как в Пьете, иногда с Вивальди в качестве солиста. На концертах под открытым небом в 1720-х и 1730-х годах могло быть до сотни исполнителей. Несмотря на то, что печатные экземпляры возникли в религиозном учреждении, они были широко распространены по всей Европе: между 1711 и 1743 годами было выпущено 20 переизданий амстердамского издания Этьена Роже. Продажи были немного более успешными, чем у знаменитого сборника Вивальди 1725 года Il cimento dell’armonia e dell’inventione, в который вошли "Времена года ".
В Лондоне Джон Уолш, издатель Генделя, опубликовал двенадцать концертов двумя частями в 1715 и 1717 годах, тогда же он опубликовал все двенадцать в одном томе, а отдельные концерты были включены в более поздние сборники. В Лондоне его версия была украдена другими типографиями в 1720-х годах; а в Париже было пять или более переизданий с конца 1730-х до начала 1750-х годов. Произведения также передавались в виде рукописных копий, часто отдельных концертов, самым популярным из которых на сегодняшний день является Op.3, No.5, который имеет 15 известных копий и транскрипций.
Talbot (2010) дает подробное описание, основанное на современных данных, исполнения и успеха концертов в Великобритании и Ирландии в восемнадцатом веке. Самым популярным концертом из сборника был Op.3, No.5, RV 519, который обычно называли «Пятым Вивальди». Два других концерта из набора также были сыграны публикой: соч. 3, № 3 и 12. В лондонском каталоге 1780 года сольная партия каждого из трех концертов рекламировалась по цене шесть пенсов за концерт; а в другом каталоге 1790 года сольная партия с добавленной басовой партией рекламировалась по цене один шиллинг за концерт.
Немногие итальянские скрипачи продвигали Вивальди в Англии. В случае с Франческо Джеминиани это произошло отчасти из-за его преданности своему учителю Корелли, а отчасти из-за его собственных амбиций как композитора. Его протеже Чарльз Ависон почти наверняка выражал взгляды Джеминиани, когда отвергал концерты Вивальди как «дефектные в различных гармониях и истинном изобретении», испепеляющую ссылку на Il cimento dell’armonia e dell’inventione. С другой стороны, в Лондоне скрипач Мэтью Дюбур, другой ученик Франческо Джеминиани, как известно, дал много исполнений Пятого концерта (по крайней мере, уже в 1720 году) и использовал его для обучения своих учеников; об этом рассказывает один из них, Фрэнсис Флеминг, в автобиографическом романе «Жизнь и необыкновенные приключения Тимоти Джиннадрейка»:
В это время у него было большое желание научиться игре на скрипке, и его отец, зная кое-что об этом сам, посвятил его; он поправился так быстро, что вскоре лишил своего отца возможности наставлять его. Пожилой джентльмен, обнаружив, что у него есть музыкальный талант, нанял известного музыканта, некоего Дюбурга, для его обучения; под руководством этого профессора он достиг успеха: Пятый концерт Вивальди часто исполнялся на сцене театра мастером Тима под бурные аплодисменты, так как в то время считалось, что ни один человек не в силах исполнить музыкальное произведение сложнее этого. Всё это возбудило дух большого соперничества в нашем герое, который обычно вставал в четыре часа утра, чтобы отрепетировать пятую часть Вивальди; он продолжал делать это в течение пяти месяцев подряд, помимо того, что он делал в другое время, так что в среднем он играл не менее пяти часов каждый день: мастерство на инструменте требует этого, если ученик ставит перед собой цель достичь хоть какого-то мастерства.
Ирландский скрипач Джон Клегг, вундеркинд, который учился и у Джеминиани, и у Дюбурга, также известен как сторонник концертов Вивальди, хотя ни в каких записях конкретно не упоминается L’estro armonico. Чтобы проиллюстрировать степень, в которой «Пятый Вивальди» вошел в популярную культуру, Талбот упоминает музыкальное развлечение 1743 года, когда исполнение этого произведения рекламировалось в программе, включающей «танцы на канате, акробатику, прыжки с трамплина и равновесие, с танцами, которые включали „Пьяный Крестьянин“, „Хорнпайп в деревянных башмаках“ и новые „Танцы Морриса“». В эссе 1760 года Оливер Голдсмит записал следующий анекдот о знаменитом слепом ирландском арфисте Торле О’Каролане:
Оказавшись однажды в доме ирландского дворянина, где был настоящий музыкант, знатный в профессии, О’Каролан тут же вызвал его на испытание мастерства. Чтобы продолжить шутку, его светлость убедил музыканта принять вызов, и тот сыграл Пятый концерт Вивальди. О’Каролан, тотчас же взяв арфу, сыграл за ним всю пьесу, не пропустив ни одной ноты, хотя он никогда ее раньше не слышал, что вызвало некоторое удивление у присутствующих; но всех привело в изумление, когда он заверил их, что может сам сочинить концерт в том же вкусе, который тотчас же был сочинен и исполнен с таким воодушевлением и мастерством, что он может сравниться (ибо он до сих пор у нас есть) с лучшими сочинениями композиторов Италии.

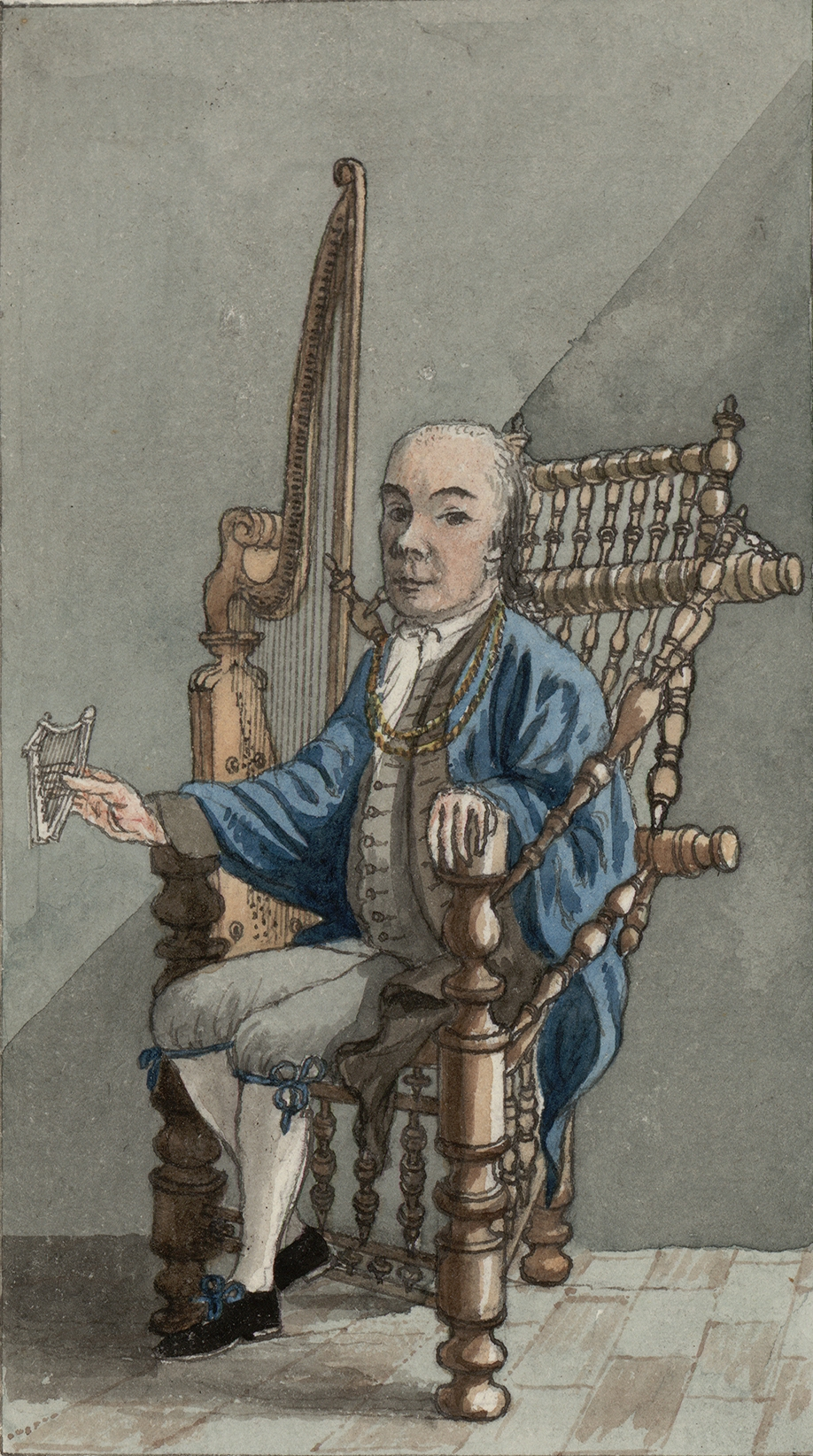
Джон Пэрри аранжировал третий и пятый концерты для арфы.

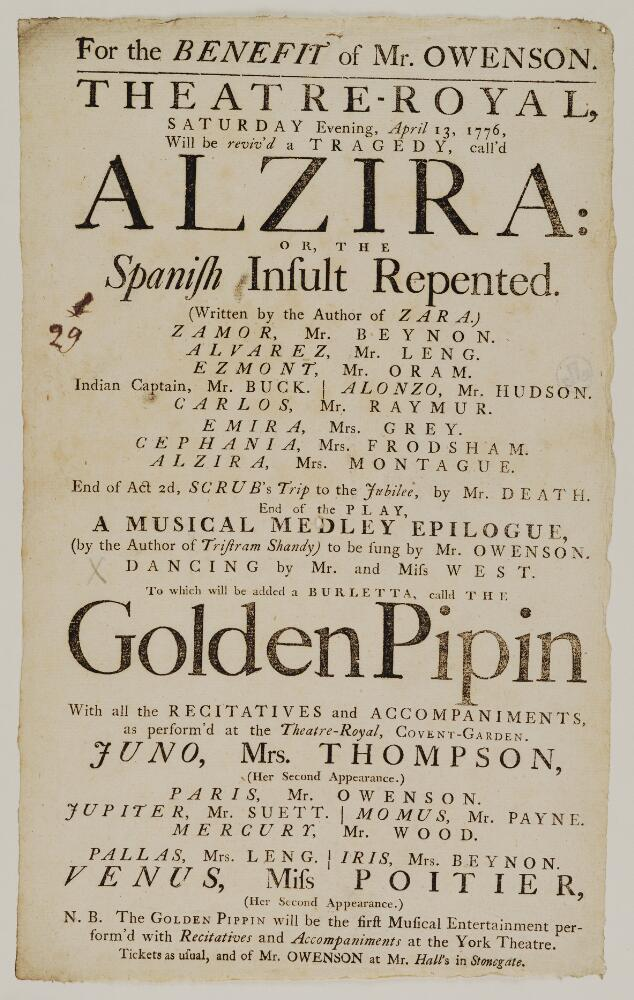
1776 г. Плакат к «Золотому Пиппину» в Королевском театре, Йорк.

Имя скрипача не называется, но комментаторы предположили Джеминиани, Дюбурга или Клегга; как указывает Талбот, вряд ли это был Близнец из-за его известной антипатии к Вивальди. Транскрипции для арфы третьего и пятого концертов сохранились в коллекции другого знаменитого слепого арфиста, валлийца Джона Пэрри; они хранятся в Национальной библиотеке Уэльса в Аберистуите. Британская энциклопедия 1797 года сообщает, что пятый концерт также был сыгран на ирландском варианте знаменитого изобретения Бенджамина Франклина — стеклянной губной гармошке. Под записью Harmonica или Armonica описывается гармоника из 35 стаканов, о которой ее изобретатель дублинский врач Эдвард Каллен пишет:
Я сам, хотя и очень далек от того, чтобы быть искусным игроком, могу с большой легкостью пройти все части знаменитого рондо Фишера; более того, я слышал Пятый концерт Вивальди, сыгранный на нем так же отчетливо, как на скрипке.
В восемнадцатом веке существовало множество аранжировок для клавишных инструментов, как описано в следующем разделе. Одна из сохранившихся транскрипций Op.3, No.3 восемнадцатого века была интерпретирована как аранжировка для глокеншпиля. Темы из частей концертов были заимствованы другими композиторами для вокальных произведений: вступительные темы из последней части Op.3, No.11 были заимствованы Бахом для первой хоровой части в его кантате 1714 года Ich hatte viel Bekümmernis, BWV 21.; а вступительный мотив первой части пятого концерта цитируется Генделем в арии Tho 'the honors в его оратории 1750 года «Теодора». Наиболее существенное заимствование произошло в бурлетте «Золотой пиппин», впервые исполненной в 1773 году в Королевском театре Ковент-Гарден, на музыку разных композиторов в аранжировке Джона Абрахама Фишера. Первая часть пятого концерта была аранжирована для финального номера, секстет для главных героев, Юпитера, Юноны, Паллады, Венеры, Париса и Дракона.
Соч. 3, № 6, RV 356, является важной частью метода игры на скрипке Судзуки, где ученики впервые знакомятся с игрой на более высокой позиции.

## Транскрипции и аранжировки для клавишных инструментов
Многие сохранившиеся транскрипции L’estro armonico Вивальди отражают немедленную популярность этих произведений при его жизни. Как указывает Talbot (2010), Op.3, No.5, RV 519, безусловно, самый популярный концерт из набора на Британских островах, так часто исполнялся публично и в частном порядке, что его просто называли «концертом Вивальди». Пятый". Сборник — и особенно пятый концерт — породил множество аранжировок для клавишных инструментов. Большой успех концертов Вивальди при его жизни сопровождался его быстрым уходом в безвестность после его смерти в 1741 году. Как соглашаются исследователи Вивальди, некоторые из самых ранних и наиболее значительных транскрипций — сделанные в Веймаре в 1710-х годах Иоганном Себастьяном Бахом как часть серии аранжировок для клавишных и органа итальянских и итальянских концертов — косвенно сыграли решающую роль в восстановлении Вивальди. репутацию во время так называемого «возрождения Вивальди» в XX веке.
Ryom-Verzeichnis, подробно описал в двух томах Ryom (1986) и Ryom (2007), сделав краткое изложение известных сохранившихся публикаций, рукописных копий рукописей и аранжировок концертов. Из них шесть были аранжированы Бахом: три из них для скрипки соло были аранжированы для клавесина; два двойных скрипичных концерта для органа (две клавишные и педаль); а один из концертов для четырех скрипок был переложен для четырех клавесинов и оркестра. Еще четыре аранжировки для клавишных появляются в книге Энн Доусон, английской антологии аранжировок для клавикорда, девственницы или клавесина, датируемой примерно 1720 годом, подготовленной неизвестной рукой. Как Ryom (1986), пятый концерт Op.3, No.5, RV 519 — это уникальный концерт, для которого было сделано так много транскрипций: они подробно описаны в Talbot (2010).

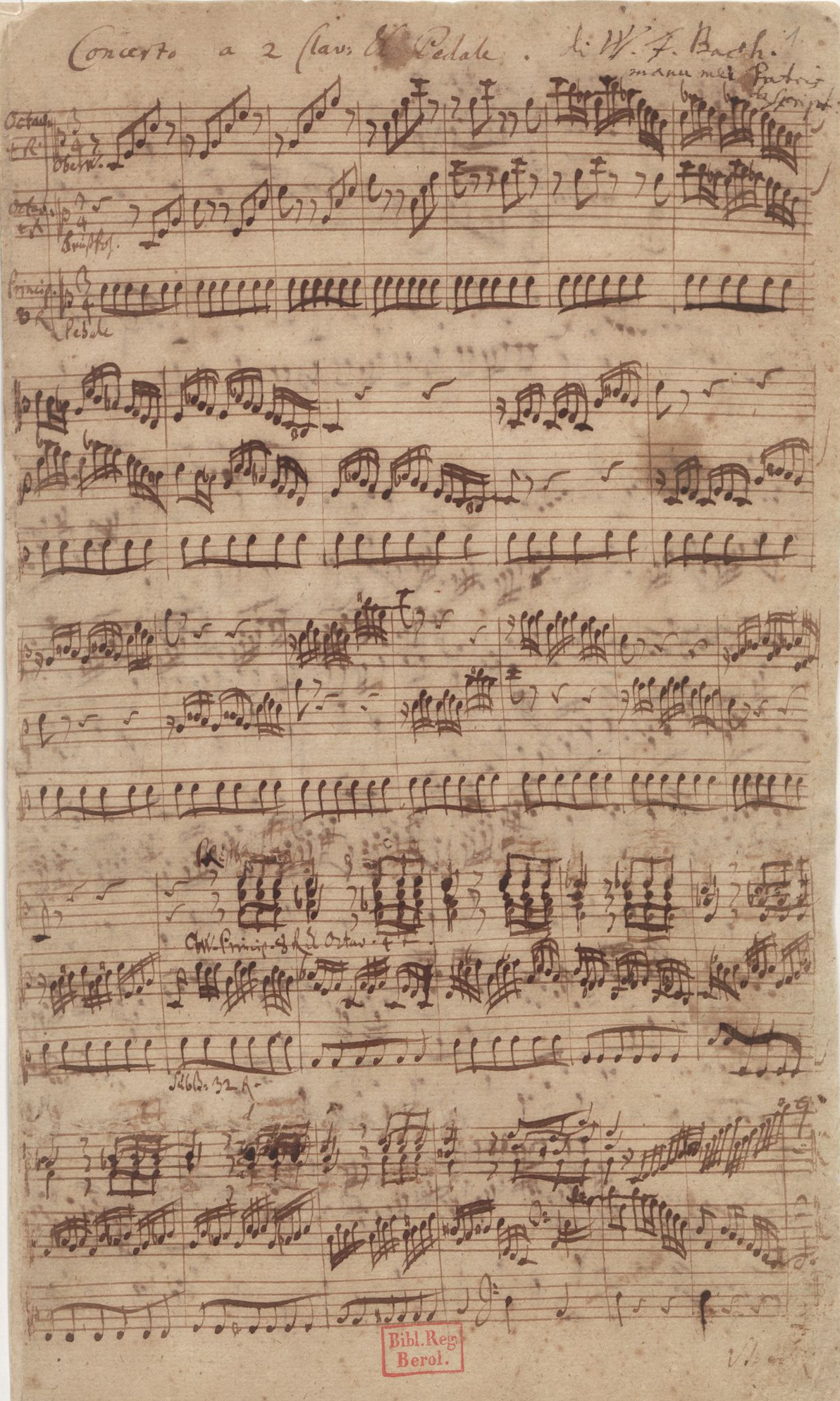
Рукопись с автографом BWV 596, транскрипция Баха Op.3, No.11, вошедшая в репертуар Вильгельма Фридеманна Баха.

Транскрипции концертов Баха, вероятно, были сделаны в Веймаре, где он работал придворным органистом, а затем концертмейстером в период 1708—1717 годов. Считается вероятным, что многие из транскрипций были сделаны в 1713/1714 годах, когда Бах имел доступ к копии L’estro armonico, привезенной в Веймар молодым принцем Иоганном Эрнстом Саксен-Веймарским после двухлетнего пребывания. в Нидерландах. Бах сделал аранжировки для клавесина трех концертов для скрипки соло:
- Op.3, No.3, RV 310, аранжировка BWV 978
- Op.3, No.9, RV 230, аранжировка BWV 972
- Op.3, No.12, RV 265, аранжировка BWV 976

Он аранжировал два концерта для двойных скрипок для органа, партитуры для двух руководств и педали:
- Op.3, No.8, RV 522, аранжировка BWV 593
- Op.3, No.11, RV 565, аранжировка BWV 596

Существует гораздо более поздняя аранжировка одного из концертов для четырех скрипок как концерта для четырех клавесинов и струнных. Он был датирован периодом Баха в Лейпциге, вероятно, в конце 1720-х или начале 1730-х годов.
- Op.3, No.10, RV 580, аранжировка BWV 1065

Транскрипции Баха не получили широкого распространения. Они были опубликованы только в 1840-х и 1850-х годах Си Джей Петерсом в изданиях, подготовленных Фридрихом Конрадом Грипенкерлем, что является частью «возрождения Баха» девятнадцатого века. На этом этапе все переложения концертов Баха были описаны как «после Вивальди», независимо от авторства. Проблемы с авторством снова возникли в связи с новым изданием транскрипций концертов, опубликованным Bach-Gesellschaft в 1890-х годах. Споры, возникшие в 1910-х годах при оценке их авторства и авторства оригинальных концертов, вызвали возрождение Вивальди, которое включало переоценку Вивальди и, в конечном итоге, повторное открытие его многочисленных «потерянных» произведений.
Книга Анны Доусон, часть завещания музыкальных рукописей в стиле барокко, которые сейчас хранятся в Музыкальной библиотеке Генри Уотсона в Манчестере, содержит аранжировки для одноручного инструмента следующих концертов:
- Op.3, No.5, RV 519 (2 скрипки, виолончель)
- Op.3, No.7, RV 567 (4 скрипки)
- Op.3, No.9, RV 230 (скрипка соло)
- Op.3, No.12, RV 265 (скрипка соло)

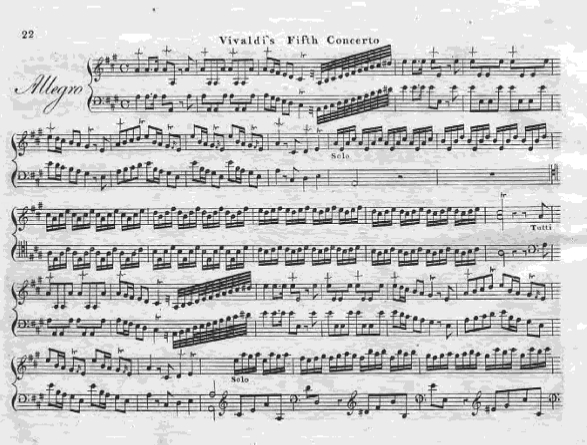
Первая часть Пятого концерта Вивальди из «Легких изящных уроков для клавесина» Агрелля

Селфридж-Филд описывает их как замену «мужественной акробатики главной скрипки Вивальди [на] нежную грацию девственного орнамента: встряски, куле, длинные аподжиатуры и так далее».
Помимо расположения RV 519 в Книге Анны Доусон, было много других:
- Сборник простых изящных уроков для клавесина, составленный Джованни Агреллом, Книга II, к которой добавлен Знаменитый 5-й концерт Вивальди, набор для клавесина, Лондон, Рэндалл и Абелл, ок. 1767. Эта искусная аранжировка RW 519, вероятно, сделанная шведским композитором Йоханом Агреллем, является единственной транскрипцией любого концерта из L’estro armonico, опубликованной в восемнадцатом веке.
- Concerto pro clavicembal del Sigr. Вивальди, шв. A6: 001 — это транскрипция RV Иоганна Адольфа Шайбе . 519, реализованный между 1727 и 1735 годами. Автограф аранжировщика в Берлинской государственной библиотеке был идентифицирован Расселом [12] в 1990 году. мажор, это простая транскрипция, которая иногда упрощает партитуру Вивальди, опуская партии второй скрипки и альта. [13]
- Ryom (2007) перечисляет еще четыре транскрипции. Talbot (2010) дополняет список Риома тремя дополнительными аранжировками, каждая из которых так или иначе связана с Великобританией.[14]

## Записи
| название компакт-диска                                                  | Лейбл звукозаписи    | Дата записи |
| ----------------------------------------------------------------------- | -------------------- | ----------- |
| Antonio Vivaldi: Concertos                                              | Discover             | 1994 г.     |
| Antonio Vivaldi: L’estro armonico, 12 Concerti Op. 3                    | Philips              |             |
| Antonio Vivaldi: L’Estro Armonico, 12 Concerti Op. 3                    | Vanguard             | 1957 г.     |
| Antonio Vivaldi: Meisterwerke Zum Kennenlernen                          | Art of Classics      | 1991 г.     |
| Classical Top 1000                                                      | Classic Mania        |             |
| Concerti Virtuosi                                                       | Analekta             |             |
| Karajan Conducts Vivaldi & Bach                                         | Deutsche Grammophon  |             |
| L’Estro Armonico                                                        | Digital Concerto     | 1990 г.     |
| Masters of Classical Music: Vivaldi                                     | Delta                |             |
| Music for Double Bass & String Quartet                                  | Gallo                | 1998 г.     |
| The World’s Greatest Composers: Vivaldi (Collector’s Edition Music Tin) | Madacy Entertainment | 2008 г.     |
| The World’s Greatest Composers: Vivaldi (Collector’s Edition)           | Madacy Entertainment | 2008 г.     |
| Vivaldi: Concerti                                                       | Rivo Alto            | 1996 г.     |
| Vivaldi: Concerto a Quattro Violini; L’Estro Armonico                   | Zig Zag Territoires  | 2007 г.     |
| Vivaldi: Concertos Opp. 3, 4, 8 & 9 (Box Set)                           | Decca                | 2006 г.     |
| Vivaldi: Concertos (Box Set)                                            | Archiv Produktion    | 1987 г.     |
| Vivaldi: Concertos                                                      | FSM Adagio           |             |
| Vivaldi: L’Estro Armonico Concertos, Op. 3 Nos. 1-12                    | Brilliant Classics   |             |
| Vivaldi: L’Estro Armonico, Op. 3, Vol. 1 (Hybrid SACD)                  | Arts                 | 2002 г.     |
| Vivaldi: L’estro armonico, Op. 3/1-6                                    | Arte Nova            | 1995 г.     |
| Vivaldi: L’Estro Armonico, Op. 3, Nos.1, 2, 4, 7, 8, 10, 11             | Naxos                | 1991 г.     |
| Vivaldi: L’estro Armonico, Op. 3, Vol. 1: Concertos No. 1-6 (DVD Audio) | Arts                 | 2003 г.     |
| Vivaldi: L’Estro Armonico, Op. 3, Vol. 1                                | Arts                 | 2002 г.     |
| Vivaldi: L’Estro Armonico: Concertos Nos. 1-7                           | Point Classics       | 1994 г.     |
| Vivaldi: L’Estro Armonico                                               | Bongiovanni          | 1997 г.     |
| Vivaldi: L’Estro Armonico                                               | Chandos              | 2002 г.     |
| Vivaldi: L’Estro Armonico                                               | Disky                | 2000 г.     |
| Vivaldi: L’Estro Armonico                                               | London               | 1994 г.     |
| Vivaldi: L’Estro Armonico                                               | London               | 1998 г.     |
| Vivaldi: The Four Seasons (Box Set)                                     | Naxos                | 1993 г.     |
| Vivaldi: The Masterworks (Box Set)                                      | Brilliant Classics   |             |
| Vivaldi: L’estro armonico, Op. 3                                        | Channel Classics     | 2015        |